# Guadiana (Naranjito)
Guadiana es un barrio ubicado en el municipio de Naranjito en el estado libre asociado de Puerto Rico. En el Censo de 2010 tenía una población de 3978 habitantes y una densidad poblacional de 436,71 personas por km².

## Geografía

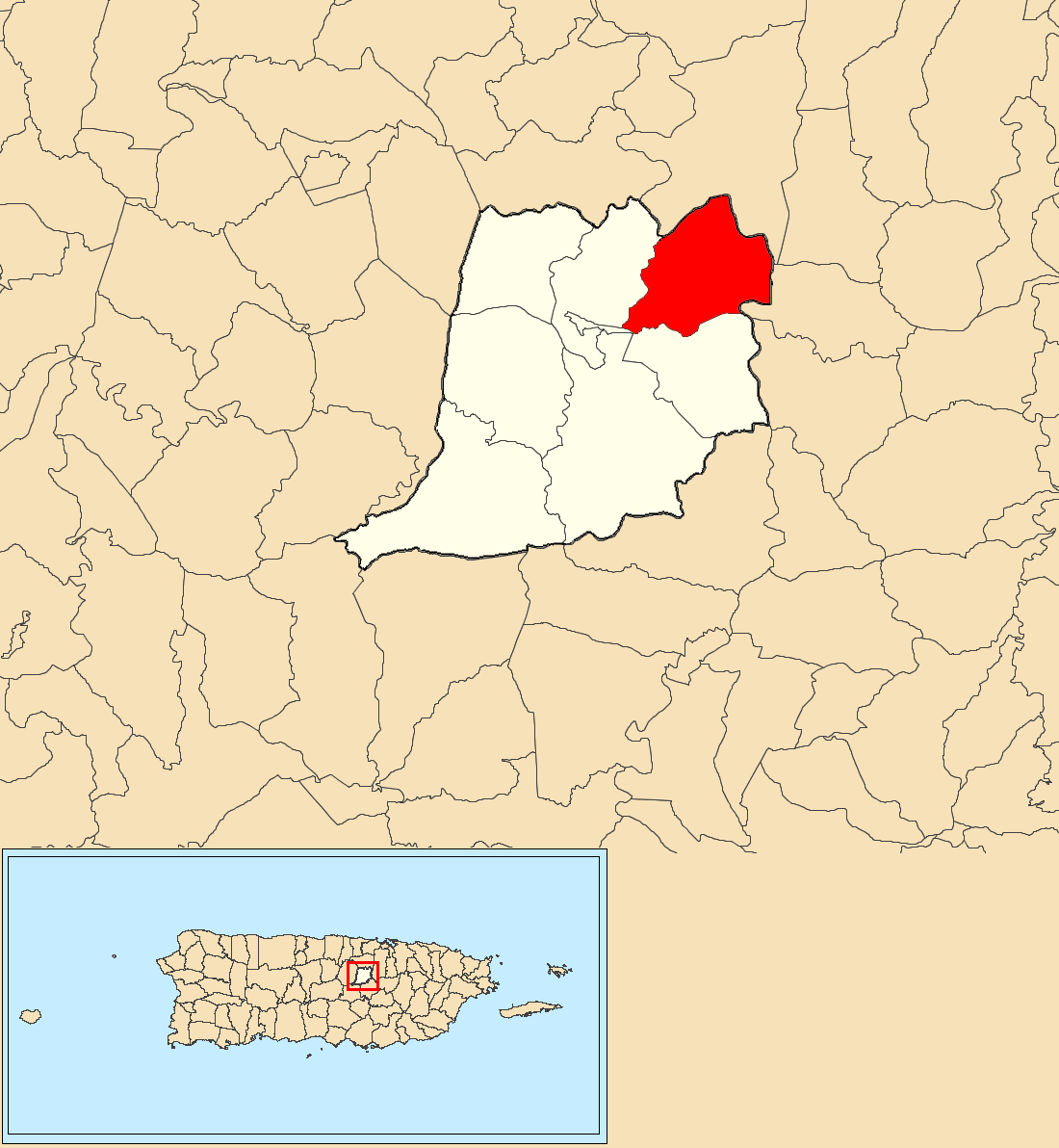
Barrio Guadiana en Naranjito

Guadiana se encuentra ubicado en las coordenadas 18°18′54″N 66°13′25″O / 18.31500, -66.22361. Según la Oficina del Censo de los Estados Unidos, Guadiana tiene una superficie total de 9.11 km², de la cual 8.48 km² corresponden a tierra firme y (6.91%) 0.63 km² es agua.

## Demografía
Según el censo de 2010, había 3978 personas residiendo en Guadiana. La densidad de población era de 436,71 hab./km². De los 3978 habitantes, Guadiana estaba compuesto por el 83.01% blancos, el 7.84% eran afroamericanos, el 1.26% eran amerindios, el 4.45% eran de otras razas y el 3.44% pertenecían a dos o más razas. Del total de la población el 99.27% eran hispanos o latinos de cualquier raza.